# Berbura
Berbura is een bestuurslaag in het regentschap Bangka van de provincie Bangka-Belitung, Indonesië. Berbura telt 1290 inwoners (volkstelling 2010).